# Susanoo

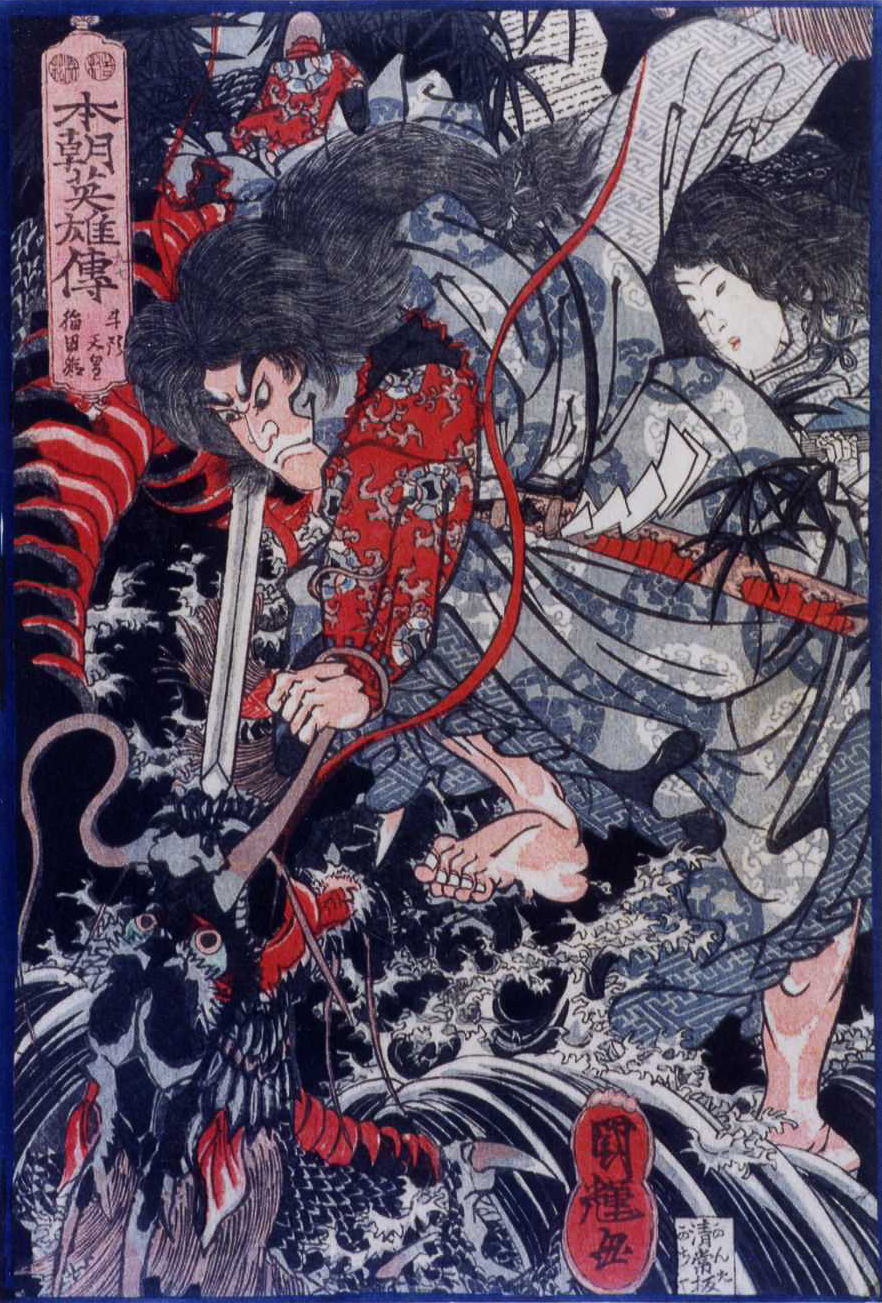
Susanoo　verslaat het monster　Yamata no Orochi, van Kuniteru

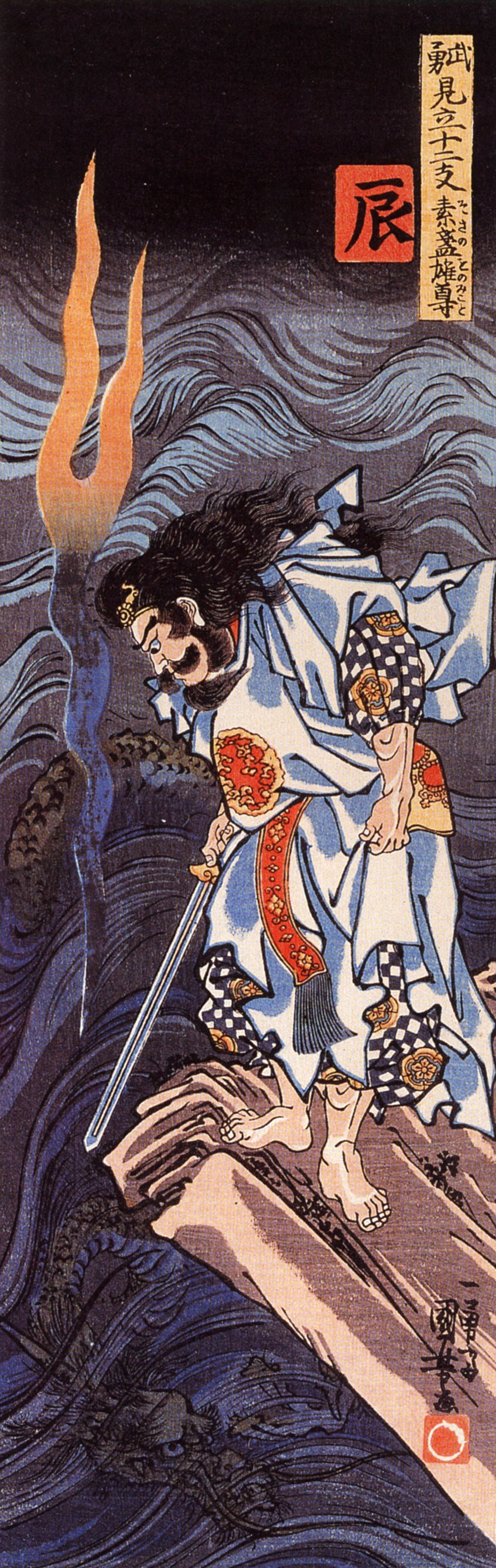
Susano’o verslaat het monsterYamata no Orochi, van Utagawa Kuniyoshi

Susanoo (須佐之男 (スサノオ), ook wel bekend als Takehaya Susanoo-no-Mikoto (建速須佐之男命), is in de Japanse mythologie een shinto-god van de zee en de stormen. De eerste mythes die verschenen over Susanoo komen voor in de kojiki (古事記) en de nihonshoki (日本書紀).

## Geboorte van Susanoo
Na de dood van Izanami reisde Izanagi naar Yomi-no-kuni, het land van de doden, waar hij hoopte Izanami te vinden. Bij het betreden van Yomi-no-kuni werd hij begroet vanuit de schaduwen door een vrouwelijke stem, die al snel de stem van Izanami bleek te zijn. Izanami vraagt Izanagi om haar te beloven dat hij haar niet zou aankijken. Izanagi gaat akkoord en smeekt haar om met hem terug te keren naar het land van de levenden. Dit is echter onmogelijk, zo verklaart Izanami, omdat zij reeds voedsel had gegeten dat geprepareerd was in de oven van de onderwereld. 
Izanagi begon langzaam maar zeker zijn geduld te verliezen, en al snel begon zijn nieuwsgierigheid de bovenhand te krijgen. Uiteindelijk stak Izanagi dan toch een fakkel aan om naar zijn vrouw te kunnen kijken, maar tot zijn verbazing was Izanami niet langer de prachtige vrouw die ze ooit was, en in plaats daarvan was ze nu een rottend lijk geworden. Izanami voelde zich verraden, beschaamd en was bovendien erg woedend omdat Izanagi zijn belofte had gebroken. Als wraak stuurde ze de Yomotsu-shikome, alsook een groep krijgers, achter Izanagi aan. Uiteindelijk slaagt Izanagi erin zijn achtervolgers weg te drijven door drie perziken die hij had geplukt van een boom tegen hen te gebruiken. 
Izanami zette dan de achtervolging zelf in, maar Izanagi had al snel het land van de levenden weer bereikt. Hij sloot de doorgang naar Yomi-no-kuni meteen af met een gigantische rotsblok, waarna Izanami een vloek over hem uitsprak: elke dag zou ze duizend levens nemen. Izanagi antwoordde hier echter op dat hij elke dag 1500 levens zou creëren. 
Na zijn terugkeer uit de onderwereld voelde Izanagi zich onrein, en hij besloot zichzelf te reinigen. Wanneer hij zijn linkeroog reinigde werd Amaterasu geboren, en uit zijn rechteroog ontstond Tsukuyomi. Ten slotte werd bij het reinigen van zijn neus Susanoo geboren. 
Aan Amaterasu werd de zon en de hemel toevertrouwd, terwijl Tsukuyomi de maan en de nacht representeerde. Susanoo, daarentegen, werd de kami van de zeeën en stormen. 
Susanoo's verbanning
In tegenstelling tot zijn zus Amaterasu en zijn broer Tsukuyomi, begon Susanoo na een tijd zijn moeder, Izanami, te missen, ondanks dat hij haar nooit werkelijk gekend heeft. Hij begon hierdoor zijn taken als heerser van de zeeën en stormen te verwaarlozen. Susanoo bleef maar jammeren, huilen en schreeuwen tot zijn baard langer begon te worden. Het resultaat hiervan was dat hele bergen en bossen werden vernield, maar ook rivieren droogden op, en er vielen zelfs menselijke slachtoffers.
Izanagi merkte al snel de onfortuinlijke toestand van zijn zoon op en confronteerde hem dan ook. Susanoo besloot om de waarheid te zeggen en legde uit hoe hard hij zijn moeder miste, en hoe graag hij haar zou willen zien. Izanagi werd hier echter woest van en Susanoo werd verbannen uit de hemel, waarschijnlijk naar Yomi-no-kuni.

## Susanoo en Amaterasu
Voor Susanoo wegging wou hij eerst afscheid nemen van zijn zus Amaterasu.
Maar toen Amaterasu het nieuws hoorde dat haar broer op bezoek zou komen was ze zeker dat hij het land dat zij bezat wou toe-eigenen. Eenmaal Susanoo op bezoek kwam was duidelijk dat hij alleen afscheid kwam nemen.
Voor het bezoek deed Amaterasu haar haren los en in elke stukje haar alsook aan haar armen wikkelde ze maga-tama kralen. Op haar rug en op haar borstkas droeg ze een pijlenkoker.
Eenmaal dat Susanoo aangekomen was vroeg ze waarom hij was gekomen, hij antwoordde dat hij niet met slechte bedoelingen was gekomen en legde de situatie uit waarom hij verbannen was. Die verbanning impliceerde zijn plotse bezoek en verklaard ook meteen de reden waarom hij afscheid wilde nemen. Toch wou Amaterasu bewijs dat zijn intenties goed waren waarop zij besluit om te zien wie de meest goddelijke kinderen kon baren.
Beiden stonden aan een zijde van de rivier en  legde een eed af.
Als eerste vroeg Amaterasu het zwaard van haar broer. Dit zwaard brak ze in drie stukken en ze spoelde deze stukken in de magische put genaamd ame-no-mana-wi. Hieruit ontstond mist en later ook de godheden. Ook Susanoo maakte goden door middel van de kralen van Amaterasu te spoelen in de magische put. Dit langdurig proces leidde naar het ontstaan van heel wat nieuwe goden. Susanoo was ervan overtuigd dat omwille van diens goede bedoelingen, zijn kinderen gracieuze maagden waren, wat meteen leidde tot de nederlaag van Amaterasu.
Ondanks haar nederlaag uitte Amaterasu een opmerking die niet in goede aarde viel. Het lokte een woede uitbarsting uit die leidde naar de dood van een hemelse maagd doordat Susanoo een gevild paard in de hal gooide. 
Ametarsu was bang en sloot zichzelf op in een grot. Deze actie had het gevolg dat het land donker werd waardoor de andere goden in staat van paniek waren. Ze verzamelden zich voor de grot en trachtten door poging van bemiddeling Amaterasu uit de grot te krijgen. Dit lukte na verwoede pogingen en ze werd gevangen met touw waarbij ze een magische spreuk uitspraken zodat ze niet meer terug de grot in kon vluchten.
Ook werkten de goden samen om Susanoo te straffen. Hij kreeg een boete opgelegd van 1000 tafels met geschenken. Bovendien werd hij verplicht zijn baard af te snijden en gedwongen het land uitgezet.

## Susanoo en Orochi
Na de verbanning van Susanoo vertrok hij naar het land Idumo waar hij  in de rivier eetstokjes zag drijven. 
Hij vond een huilend koppel met tussen hen in een maagd. Het koppel had normaal 8 dochters maar deze werden allemaal verslonden door de draak Yamata-no-orochi(八岐の大蛇). Susanoo besloot het koppel te helpen, maar alleen in ruil voor hun dochter. De ouders stemden hiermee in en Susanoo veranderde de dochter in een kam om haar te verbergen. Hij beval dat er een hek rond het huis werd gebouwd met acht poorten, waarbij bij elke poort een tafel stond waarop acht vaten werden geplaatst met daarin rijstwijn die acht keer gebrouwen werd.
Wegens de obsessie met wijn duurde het niet lang voordat Orochi slachtoffer werd van zijn vijanden. Susanoo kon hem op deze manier doden. Terwijl Susanoo de draak in stukken sneed kleurde de nabijgelegen rivier rood. Susanoo vond in de staart van de draak een zwaard. Dit zwaard zou later aan Amaterasu gepresenteerd worden en werd Ame no Murakamo no Tsurugi genoemd.

## Susanoo in Suga
Inmiddels was Susanoo getrouwd met Kusi-nada-hime en zocht een plek om te wonen in het land van Idumo. Eenmaal aangekomen in Suga besloot hij om daar een paleis te bouwen.
Wanneer hij het paleis bouwde stegen er wolken op. Hier maakte hij een lied over.
Wat in de kojiki als volgt stond vermeld:
Eight clouds arise.
The eight-fold fence of Idzumo makes an eight-fold fence for the spouses to retire [within].
Oh! that eight-fold fence.

## Susanoo in media
Susanoo’s karakter wordt tot op de dag van vandaag vaak gebruikt in de populaire media. Als een cultuur verschijnsel en een ingeburgerd volksverhaal, dat nog zeer goed gekend is in de hedendaagse Japanse maatschappij, ontwikkelde zich rond diens figuur een hele traditie aan manga en anime. Zo zijn er ook verwijzingen naar hem in de manga en anime van naruto waar Susanoo wordt voorgesteld als een Uchiha techniek wat een humanoid wezen maakt wat bijna onverwoestbaar is. 
In de manga Tenjho Tenge is hij de eerste Takayanagi en vader van de eerste rode veren leider.
Susanoo verschijnt ook in verschillende games zoals: okami, Persona 4, Musou Orochi 2 (Warriro's Orochi 3), Smite (MOBA game).